# Gianni Bettini

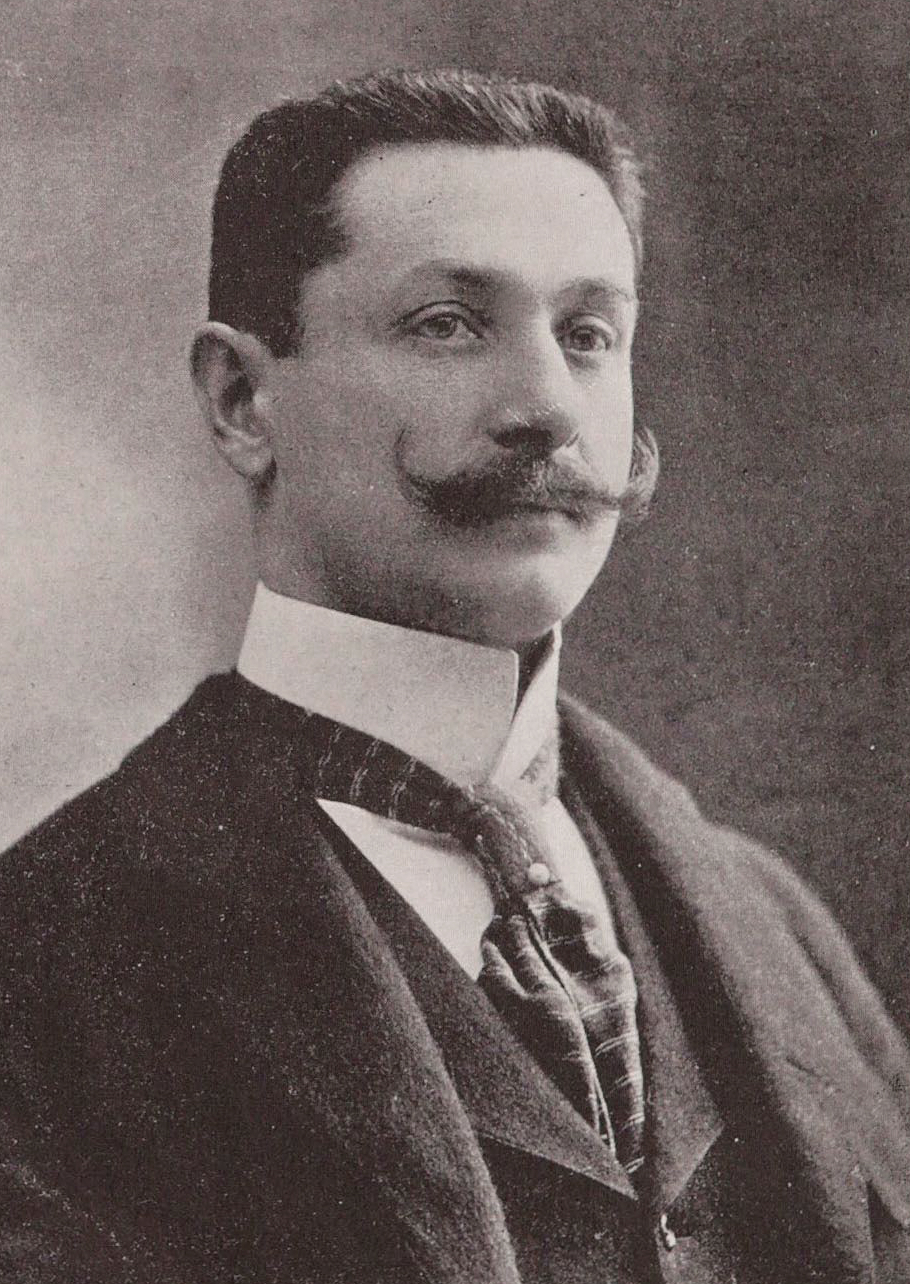
Bettini im Jahre 1898. Abbildung aus dem „The Phonoscope“ Magazin

Gianni Bettini (* 1860 in Novara; † 1938 in Sanremo) war ein italienischer Erfinder und Unternehmer, welcher sich sowohl mit der Phonographie als auch der Kinematographie beschäftigte und hierbei die technische Weiterentwicklung in beiden Bereichen beeinflusste.

## Leben
Gianni Bettini wurde 1860 in Novara, einer Stadt der Region Piemont, als Sohn von Geremiah Bettini und Sophie Maretzek geboren und wuchs in einer privilegierten zur Oberschicht gehörenden Familie auf. Infolgedessen erhielt er eine, seinem gesellschaftlichen Stand entsprechende, schulische Bildung, zu der neben dem Studium der klassischen Literatur auch die Vermittlung von grundlegenden Kenntnissen in den Fächern Kunst und Musik gehörte. Mit Abschluss dieser begann Bettini die unterschiedlichsten Länder Europas zu bereisen, wo er, während einer Exkursion nach Frankreich, in Paris die US-Amerikanerin Daisy Abbott, mit bürgerlichem Namen Jeanie E. Abbott, aus Stamford im Bundesstaat Connecticut kennenlernte. Nach deren Abreise und Rückkehr in die Vereinigten Staaten beschloss Bettini, ihr nach New York City zu folgen, um sie von einer Heirat mit ihm zu überzeugen und letztendlich, dabei seine militärische Karriere in der italienischen Armee aufgebend, zu ehelichen. In den folgenden Jahren, auf der Suche nach einer sinnstiftenden Betätigung in seiner neuen Heimat, wandte sich Bettini der Verbesserung und Entwicklung mechanisch-technischer Geräte zu, so unter anderem, seiner musikalischen Ausbildung und Interessen folgend, auch dem von Thomas Alva Edison im Jahr 1877 erfundenen Phonographen.

### Phonographie

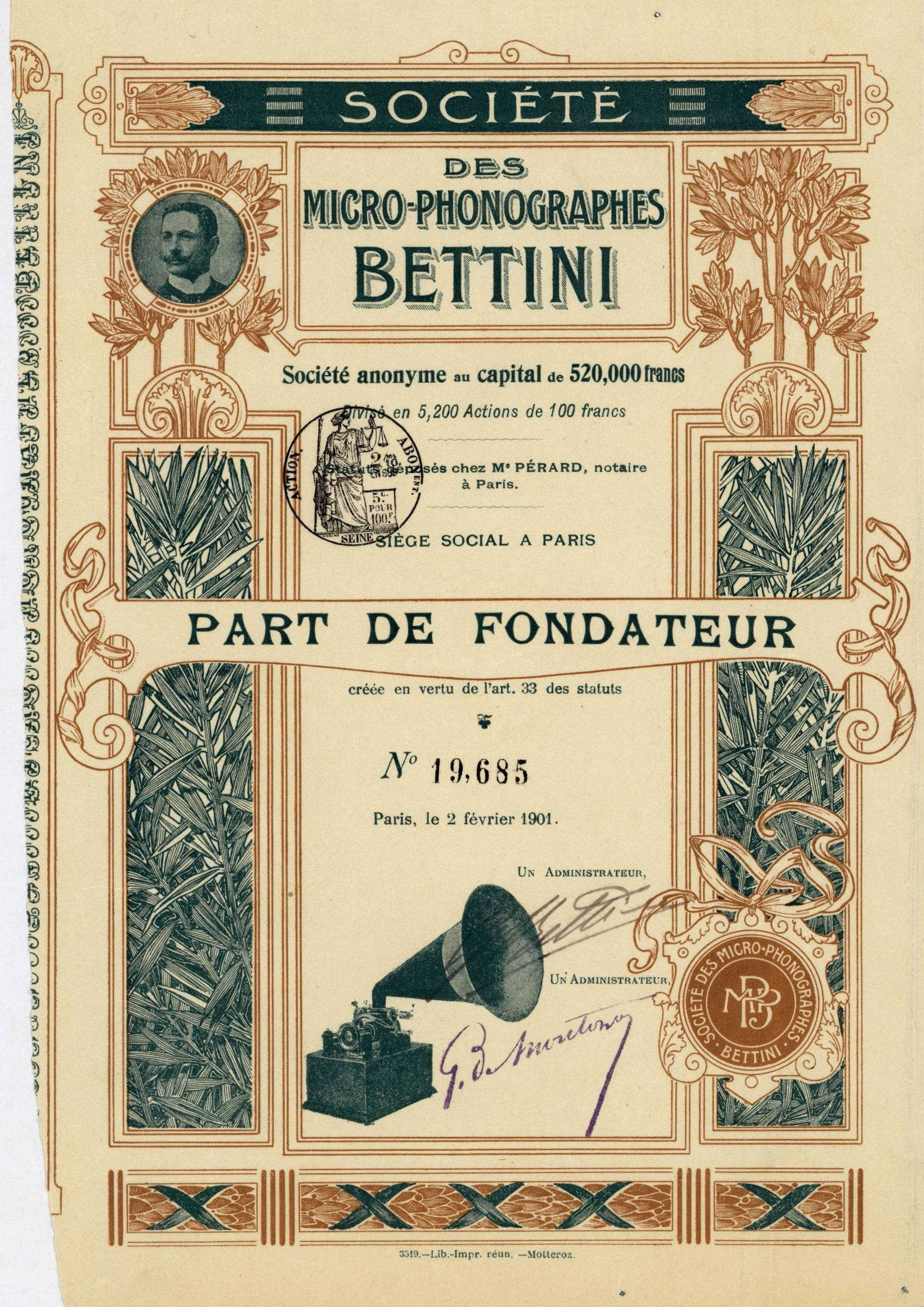
Anteilschein der Soc. des Micro-Phonographes Bettini vom 2. Februar 1901

Sein Hauptaugenmerk richtete Bettini dabei auf die Verbesserung der Qualität von Aufnahme und Wiedergabe der anfänglich als Diktiergeräte konzipierten Sprechmaschinen, mit der aus seiner Sicht wichtigsten Zielsetzung, die Stimmen von Sängern und Sängerinnen nahe dem Original reproduzieren zu können. Nach zahlreichen Experimenten verortete er das Problem der unzureichenden Abbildung von Sprache und Gesang in den zum damaligen Zeitpunkt gebräuchlichen Schalldosen, hier insbesondere an dem punktuellen Übergang zwischen dem die Tonrille abtastenden Saphir und der schallerzeugenden Membran. In Konsequenz dieser Erkenntnis konstruierte Bettini eine neuartige Schalldose, bei der das Diaphragma nicht aus dem bis dahin häufig verwendeten Glimmer, sondern aus einem weicheren, flexiblerem Material bestand und der Saphir auf einer mehrarmigen Spinne, mit erhöhter Kontaktzahl zur Membran, seinen Platz fand. Dieser Aufbau ermöglichte es nunmehr, tiefe Frequenzen besser und mittlere abgeschwächt, in Summe mit ausgewogenerem Frequenzgang, wiederzugeben. Für jene weiterentwickelten und in ihrer Wiedergabe verbesserten Schalldosen erhielt Bettini, nach Einreichung, in Summe drei US-Patente zuerkannt, die es ihm ermöglichten, die Neukonstruktionen für die zum damaligen Zeitpunkt erhältlichen Phonographen, wie beispielsweise Edison und Columbia, interessierten Kunden zum Kauf anbieten zu können.
Einige Jahre später, 1892, gründete Bettini ein eigenes Unternehmen, welches als Bettini Phonograph Laboratory firmierte und seine Geschäftsräume im Judge Building in New York City bezog, um sich fortan der finanziellen Auswertung der vergeben Patente zuzuwenden. Neben der Produktion und dem Vertrieb von Schalldosen, Schallhörnern und Phonographen betätigte sich das Unternehmen zudem in der Herstellung von bespielten Phonographenwalzen mit entliehenen oder selbst erstellten Aufnahmen. Bei der Anfertigung jener eigenen „Recordings“ gelang es Bettini, aufgrund des gesellschaftlichen Standes seiner Frau, welcher ihm Zutritt zu höheren gesellschaftlichen Kreisen ermöglichte, die zum damaligen Zeitpunkt bedeutendsten Musikschaffenden für sich und sein Unternehmen zu gewinnen. Hierunter fielen, neben Enrico Caruso, unter anderem auch Nellie Melba, Victor Maurel sowie Mario Ancona und Rosalia Chalia.
Die Unternehmung Bettinis verzeichnete in den darauffolgenden Jahren ein stetiges Wachstum und bescherte dem Eigentürmer einen finanziellen Erfolg, der ihn zu dem Schluss kommen ließ, sein Betätigungsfeld über die Vereinigten Staaten hinaus zu erweitern.
1898 wurde in Frankreich die Société des Micro-Phonographes Bettini mit einem Kapital von 850 000 Francs gegründet. Der Firmensitz war im 23, boulevard des Capucines in Paris.

## Unternehmungen
- Bettini Phonograph Laboratory